# Jan Jiří Hering
 Jan Jiří Hering (německy Hans Georg Hering; 1587 Eschwege – 1644/1648? Praha) byl původem německý malíř období manýrismu a raného baroka, naturalizovaný v Praze, autor oltářních a závěsných obrazů, také portrétista.

## Život
Pocházel z Hesenska, vyučil se v Kasselu u Ch. Müllera. Podle G. J. Dlabače na studijní cestě navštívil Itálii. Roku 1615 se usadil v Praze, roku 1620 byl přijat za člena staroměstského cechu malířů. Svá díla dodával také mimo Prahu (například do Olomouce), často pracoval pro strahovské premonstráty, také pro jezuity.

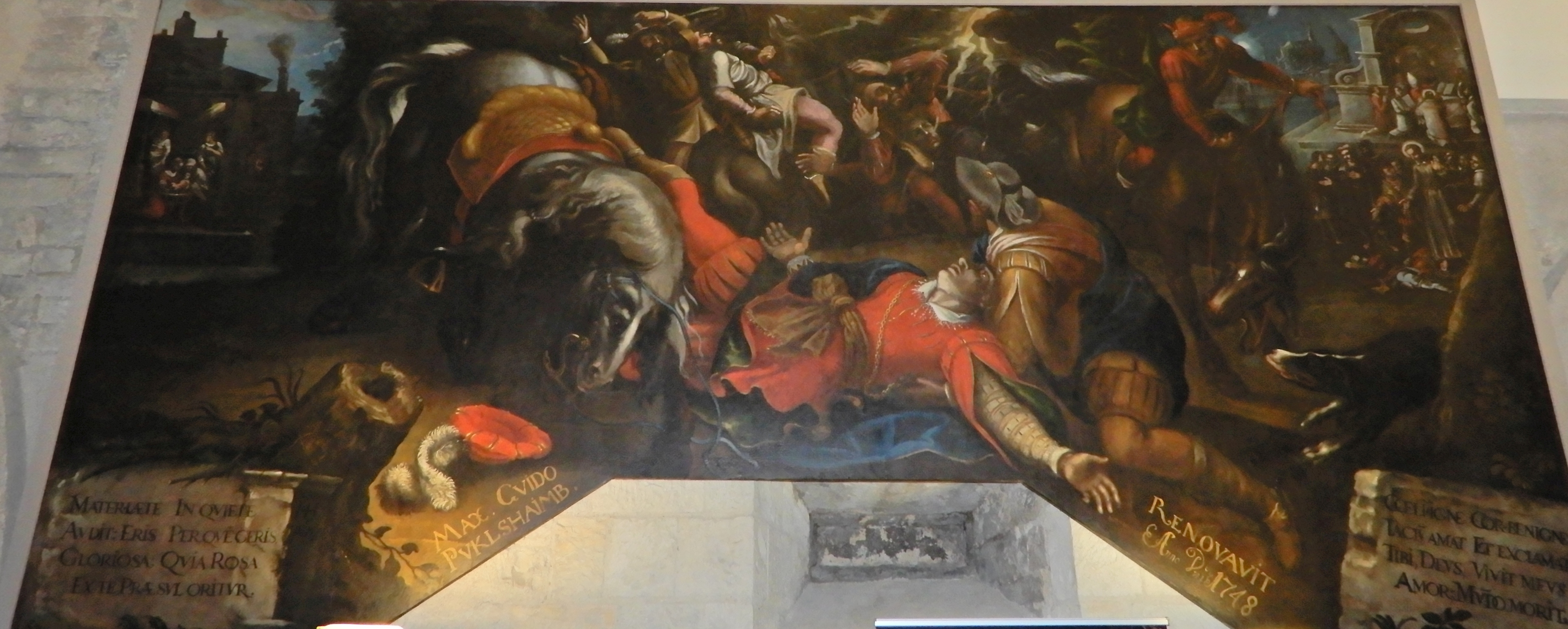
Obrácení svatého Norberta, z cyklu olejomaleb, Strahov 1626-1628

Svými figurálními a krajinářskými kresbami navázal na tvorbu rudolfínských umělců (Hanse von Aaachen, Pietra Stevense). Po roce 1620 se věnoval malbě náboženských obrazů, v nichž užíváním světelných kontrastů a realistických deatilů barokizoval renesanční a manýristické kompozice (Raffael, Andrea Barocci a další)
Jeho žákem byl pražský malíř Jan Schlemmer.

## Dílo
- 6 světců řádu premonstrátů (1624), Strahovský klášter
- Cyklus 10 obrazů ze života sv. Norberta; olejomalby na plátně monumentálních rozměrů, 1626-1638, původně visely ve Strahovské bazilice, později odvezeny do Milevska. Teprve po roce 1990 byly přivezeny zpět do kláštera, restaurovány a vystaveny v kvadratuře Strahovského kláštera
- Ukřižování s Pannou Marií, sv. Janem Evangelistou a Maří Magdalénou; karmelitánský kostel Nejsvětejší Trojice, Slaný
- Portrét strahovského opata Kašpara Questenberka (1640), Strahovský klášter
- Proměnění Páně, oltářní obraz kostel sv. Salvátora v Klementinu, Praha (podle předlohy Raffaelovy)
- Madona se zvířaty, olejomalba podle předloh Albrechta Dürera, dříve součástí arcibiskupských sbírek na Červené Řečici, dnes v zámeckých sbírkách na Červené Lhotě[2]
- kresby: Národní galerie v Praze, Strahovský klášter, Regionální muzeum v Kolíně, Olomouc, Ermitáž Petrohrad, Národní galerie Budapešť, Albertina Vídeň